# Glauber Rocha
Glauber Rocha (født 14. marts 1938, død 22. august 1981) var en brasiliansk filminstruktør. Han var ledende i nationens Cinema Novo-bevægelse i 1960erne. Sit internationale gennembrud fik han med Deus e o Diabo na Terra do Sol (1964), som i Danmark bar titlen Antonio Dræberen efter sin hovedperson Antônio das Mortes.